# Tabăra de refugiați Jabalia
Tabăra de refugiați Jabalia (în arabă مخيّم جباليا) este o tabără de refugiați palestinieni situată la 3 km nord de Jabalia. 

## Date generale
Tabăra de refugiați Jabalia se află în Guvernoratul Gaza de Nord din Fâșia Gaza. Conform recensământului desfășurat în Gaza, între 25 decembrie 2007 și 8 ianuarie 2008, de către Biroul Central de Statistică Palestinian, tabăra avea o populație de 41.933 de locuitori. La recensământul din 2017, populația taberei era de 49.462 de locuitori. Conform UNRWA, tabăra avea o populație înregistrată de 119.486 de locuitori în 2018. Tabăra se întinde pe doar 1.400 de dunami (1.4 km²), ceea ce o face unul din cele mai dens populate locuri de pe pământ. 
Prima Intifada a început în Jabalia, în decembrie 1987. Tabăra de refugiați Jabalia a fost scena multor incidente violente din timpul conflictului israeliano–palestinian. Tabăra Jabalia este considerată un bastion al mișcării integriste Hamas. Jabalia este cea mai mare dintre taberele de refugiați din teritoriile palestiniene.
În timpul conflictului dintre Israel și Gaza din 2014, artileria israeliană a lovit o școală a UNRWA din tabăra Jabalia, ucigând cel puțin 15 palestinieni care se adăpostiseră acolo. Un purtător de cuvânt al Națiunilor Unite a declarat: „Noaptea trecută, copii au fost uciși în timp ce dormeau alături de părinții lor pe podeaua unei clase dintr-un adăpost desemnat de ONU din Gaza. Copii uciși în somn; acesta este un afront pentru noi toți, o sursă de rușine universală. Astăzi lumea este dezonorată”.

## Persoane notabile
- Izzeldin Abuelaish, medic
- Mahmoud al-Mabhouh, comandant Hamas